# Мішок з піском

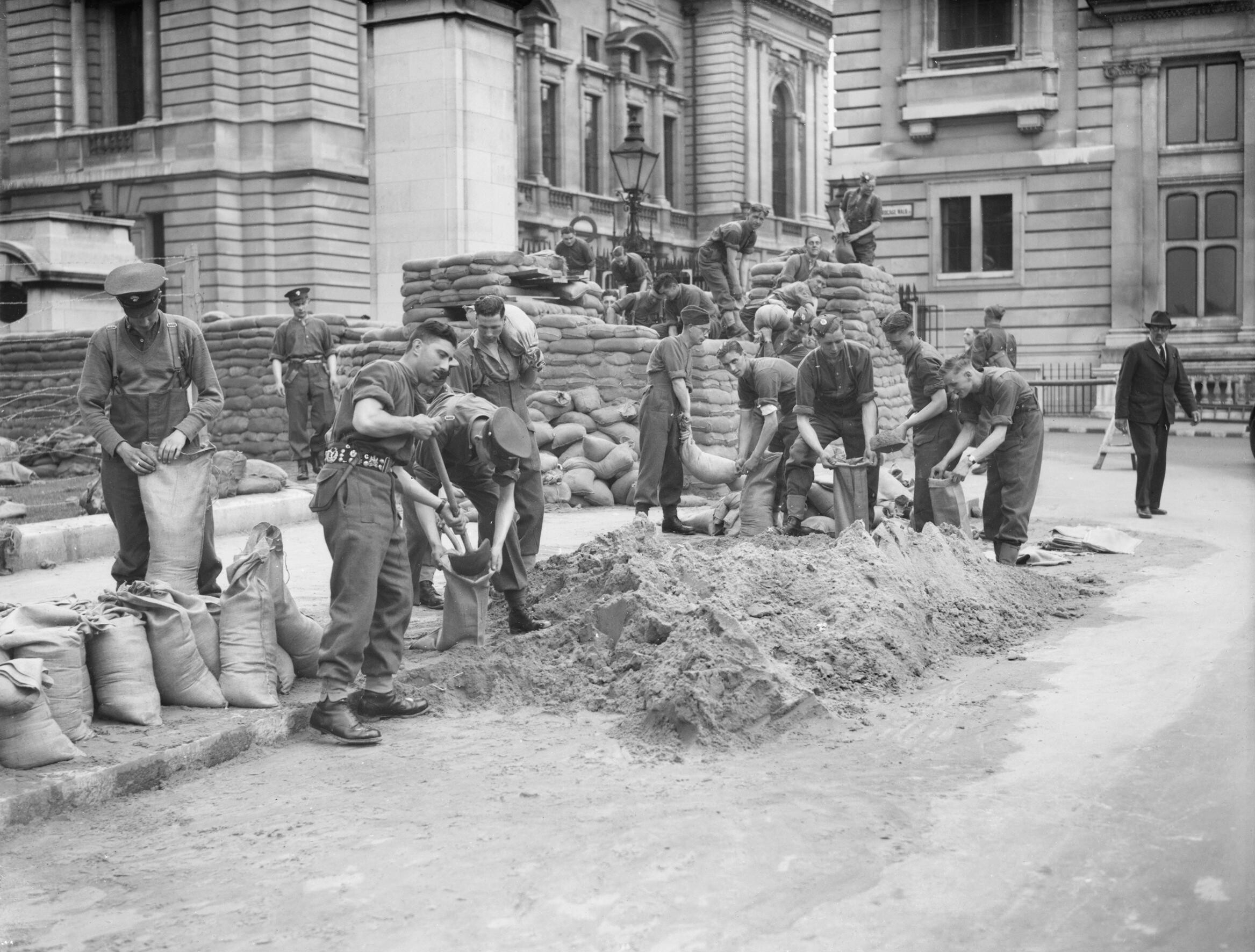
Мішки із піском, на вулицях Лондона в 1940му році.

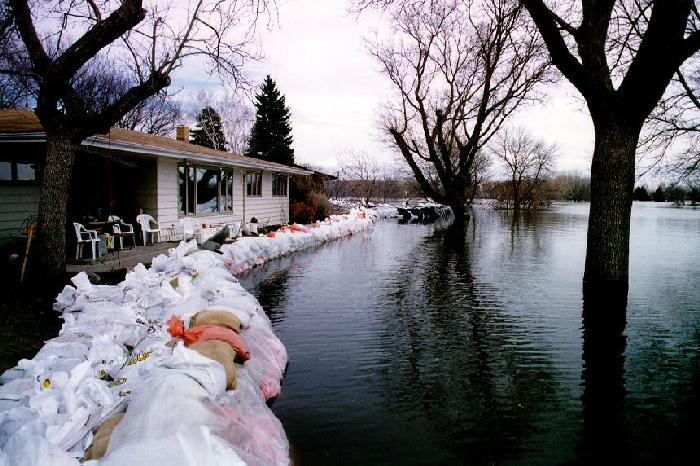
Дамба із мішків з піском, США 1997 рік.

Мішок з піском (із землею, глиною) — тимчасовий елемент військових, протипаводкових та інших укріплень чи загорожі. Являє собою мішок наповнений піском або ґрунтом, який виконує функцію фортифікації або загорожі. 
Пісок достатньо добре протистоїть вибуховій хвилі, окремі крупинки піску беруть участь у погашені сили вибуху
. Незважаючи на тимчасовий характер такого укріплення (загородження), на практиці деякі конструкції існують багато років. 

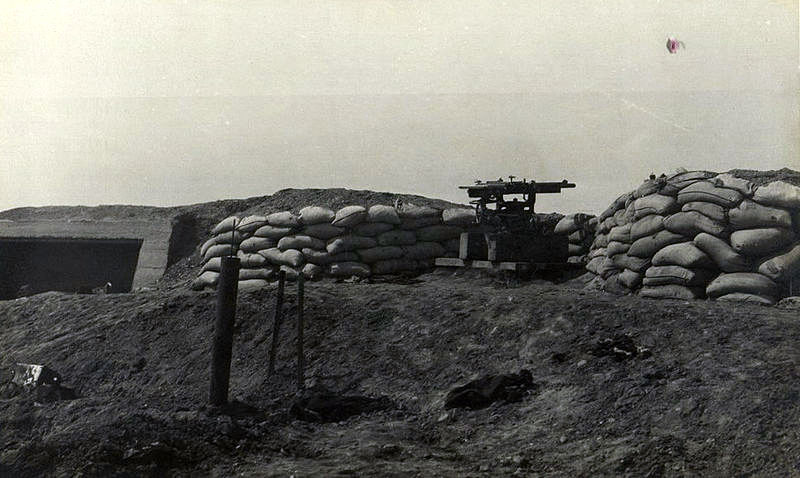
Перша Балканська війна.

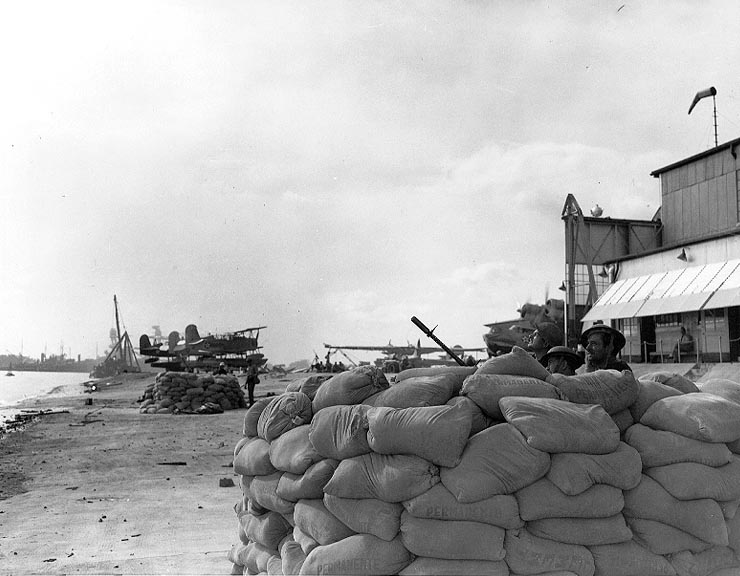
Кулеметна точка, засипана мішками з піском, після атаки на Перл-Харбор, 1941 рік.

Мішок виготовляється з м'яких, атмосферостійких тканин, історично мішки виготовлялися тільки з натуральних волокон, таких як джут, часто просмолених, на сьогодні існують і мішки із синтетичних матеріалів. Головною якістю мішків є їх здатність утримувати значну вагу піску (землі) та не пошкоджуватися від дії атмосфери, в тому числі атмосферних опадів
.
Залежно від умов вручну або механічно засипається піском або землею, а потім укладається шарами, залежно від потреби, насипу або стін. Вага одного мішка становить приблизно 15—25 кг, вага повинна дозволяти нести його вручну одній людині.
Під час військових дій з нього будують загородження входів у будівлі, засипають віконні отвори, будують вуличні барикади, елементи польових укріплень траншей. Під час повені мішки з піском використовуються для підняття гребенів насипів, зміцнення пошкоджених споруд, зупинки протікання.
У критичних ситуаціях як мішки використовується будь-яка м'яка упаковка, наприклад поліетиленові мішки для сміття, постільні речі.
Також мішки з піском можуть використовуватися як тимчасовий вантаж (баласт) у різних ситуаціях.
Сучасною альтернативою мішкам із піском є Габіон Hesco, ці системи мають свої переваги і недоліки. 
Відбуваються спроби застосування мішків із піском, як будівельного матеріалу. 
Мішки з піском активно використовуються як укріплення (загородження) з 19 століття
. Під час Другої світової війни американці використовували мішки з піском як додаткову броню для танків.